# Pizzeria

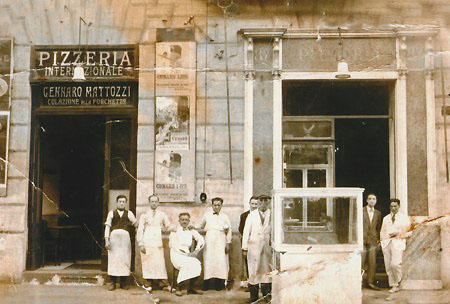
Dawna pizzeria w Neapolu

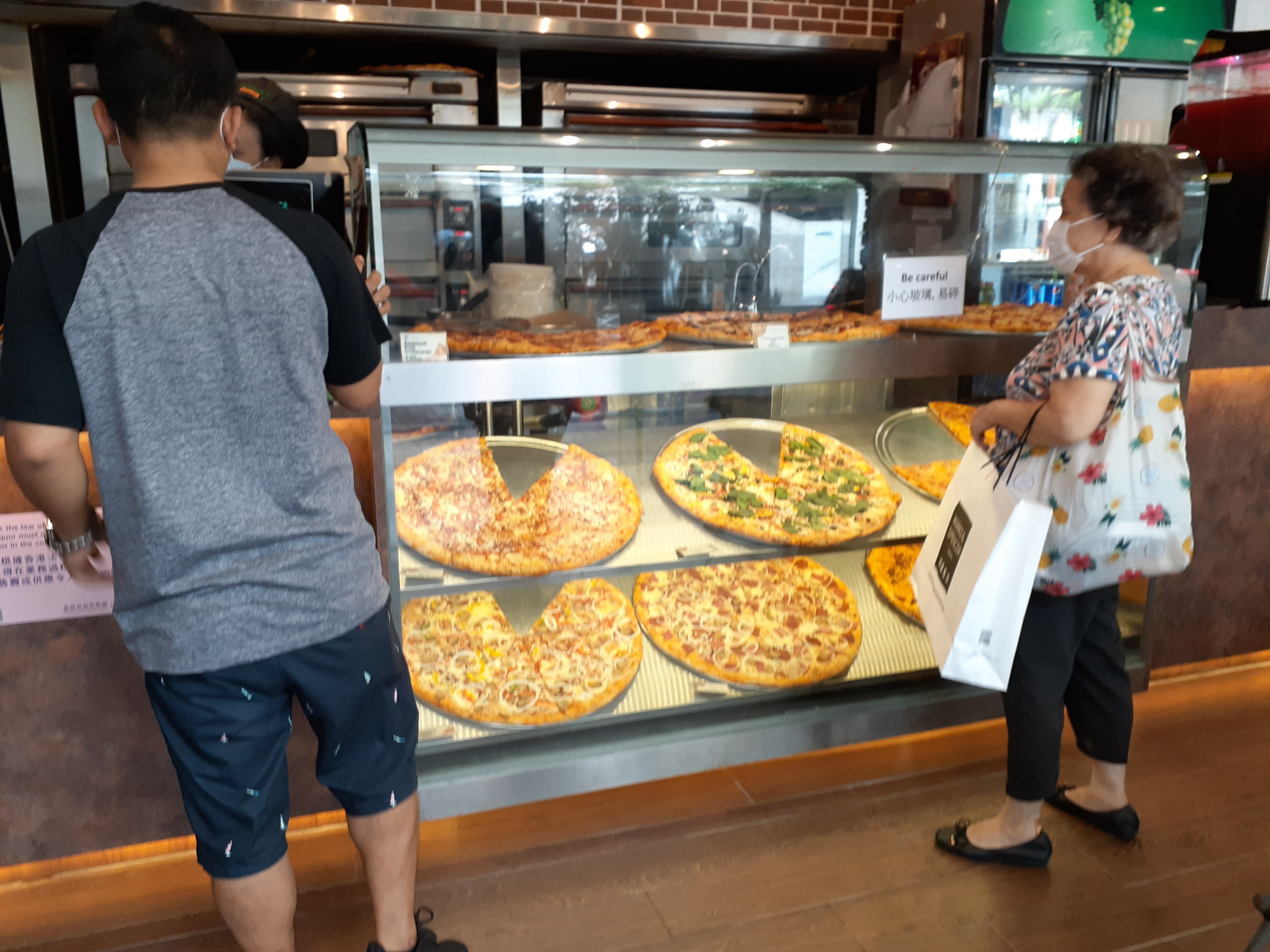
Wnętrze współczesnej pizzerii

Pizzeria – lokal gastronomiczny specjalizujący się w przyrządzaniu i serwowaniu pizzy.
Wiele pizzerii, oprócz sprzedaży pizzy w lokalu, prowadzi sprzedaż przez telefon oraz strony internetowe – pizze dostarczane są przez dostarczycieli bezpośrednio do mieszkań lub biur klientów.
Pierwsza pizzeria w Stanach Zjednoczonych powstała w 1905 w Nowym Jorku. Początek szerokiej popularności tego typu lokali przypada na lata po II wojnie światowej. Z czasem powstawały lokalne, a następnie międzynarodowe sieci pizzerii, takie jak Pizza Hut (pierwsza restauracja w 1958), Domino’s Pizza (1960) czy Telepizza (1987).
Pierwszy lokal w Polsce serwujący pizzę powstał 8 marca 1975 w Słupsku przy barze „Poranek“. Pomysł na pizzerię został zaczerpnięty bezpośrednio z Włoch przez lokalnego gastronoma Tadeusza Szołdra, podczas jednej z jego wizyt służbowych w tym kraju. Pizzeria działa do dzisiaj.